# 426

## Догађаји
- Флавије Аеције, римски војсковођа (магистер милитум), завршава готичку побуну Теодорика I у јужној Галији.
- Рекс Флавије Гундерих из Вандала прихвата захтев Алана у Хиспанији да постане њихов владар.
- К'иницх Иак К'ук' Мо' постаје оснивач претколумбијске цивилизације Маја у Копану (модерни Хондурас).
- Августин Хипонски објављује своје дело Де Цивитате Деи, град Божји.
- Сисиније I Цариградски постаје архиепископ Цариграда.